# 레지나 비앙키
레지나 비앙키(Regina Bianchi, 1921년 1월 1일 ~ 2013년 4월 5일)는 이탈리아의 배우이다. 나스트로 디아르젠토 여우조연상 2회(1963, 96) 수상자이다.

## 출연 작품
- 기우디세 라가지노 (1994)
- 카오스 (1984)
- 나자렛 예수 (1977)
- 더 데이즈 아 넘버드 (1962)
- 나폴리에서의 4일 (1962)